# Antoine Warin
Antoine Warin (Amsterdam, 1 december 1772 - aldaar, 23 november 1852) was een Nederlands rechter en politicus.
Warin was een van de meest oppositionele Tweede Kamerleden uit de tijd van Willem I. Hij was rechter in Amsterdam en de zoon van een prinsgezinde Amsterdamse regent Nicolaes Warin. Als voorstander van ministeriële verantwoordelijkheid, openbaarheid van financiën en vrijhandel een politiek medestander van Van Hogendorp, met wiens dochter hij was getrouwd. Hij werd in 1820 tot Kamerlid gekozen. Stemde samen met de Zuid-Nederlanders tegen heffing van accijns op meel. Werd daarna niet herkozen, maar keerde drie jaar later terug. Speelde enkele keren een belangrijke rol bij parlementaire nederlagen van de regering.
- Biografisch Portaal: 84820422
- Digitale Bibliotheek voor de Nederlandse Letteren: wari001
- International Standard Name Identifier: 0000 0000 2777 4533
- Library of Congress Control Number: n88058075
- Nederlandse Thesaurus van Auteursnamen: 070050902
- Parlement.com: vg09llstbh02
- Virtual International Authority File: 75396713
- WorldCat: E39PBJwxHPH6FqW4t4v4vBk7HC